# Amblyeleotris callopareia
Amblyeleotris callopareia  es una especie de pez de la familia de los Gobiidae en el orden de los Perciformes.

## Morfología
Los machos pueden llegar a alcanzar los 7,8 cm de longitud total.

## Distribución geográfica
Se encuentra en la Gran Barrera de Coral (Australia ).

## Observaciones
Es inofensivo para los humanos. 